# Старобачатское сельское поселение
Старобача́тское се́льское поселе́ние — упразднённое муниципальное образование в составе Беловского района Кемеровской области. Административный центр — посёлок Старобачаты.
С 1 июня 2021 года упразднено в связи с преобразованием муниципального района в муниципальный округ.

## История
Старобачатское сельское поселение образовано 17 декабря 2004 года в соответствии с Законом Кемеровской области № 104-ОЗ.

## Население
| 2010  | 2011  | 2012  | 2013  | 2014  | 2015  | 2016  |
| ----- | ----- | ----- | ----- | ----- | ----- | ----- |
| 6444  | ↘6441 | ↘6373 | ↘6293 | ↘5967 | ↘5848 | ↘5754 |
| 2017  | 2018  | 2019  | 2020  | 2021  |       |       |
| ↘5654 | ↘5547 | ↘5442 | ↘5369 | ↗5640 |       |       |

## Состав сельского поселения
В состав сельского поселения входят 5 населённых пунктов:
| № | Населённый пункт | Тип населённого пункта          | Население |
| - | ---------------- | ------------------------------- | --------- |
| 1 | Артышта          | село                            | 263       |
| 2 | Бускускан        | посёлок при станции             | 223       |
| 3 | Старобачаты      | посёлок, административный центр | ↘3870     |
| 4 | Шестаки          | деревня                         | 274       |
| 5 | Щебзавод         | посёлок                         | 1302      |